# Шмитц, Торстен
То́рстен Шмитц (нем. Torsten Schmitz; 26 августа 1964, Кривиц) — немецкий боксёр средних весовых категорий, выступал за сборные ГДР и Германии во второй половине 1980-х — первой половине 1990-х годов. Серебряный и дважды бронзовый призёр чемпионатов мира, обладатель серебряной медали чемпионата Европы, вице-чемпион Игр доброй воли, участник летних Олимпийских игр в Сеуле. Ныне — успешный тренер по боксу.

## Биография
Торстен Шмитц родился 26 августа 1964 года в городе Кривиц, федеральная земля Мекленбург-Передняя Померания. Активно заниматься боксом начал в возрасте десяти лет в спортивном клубе «Шверин», первого серьёзного успеха на ринге добился в 1982 году, когда в первом среднем весе выиграл юниорский чемпионат Европы, победив в финале итальянца Лучано Бруно, в будущем бронзового призёра Олимпийских игр. В период 1983—1985 три раза подряд становился чемпионом первенства ГДР, выиграл международный турнир «Дружба-84», кроме того, съездил на чемпионат Европы в Будапешт, где, тем не менее, проиграл уже во втором своём матче на турнире. В 1986 году дошёл до полуфинала на чемпионате мира в Рино, выиграв тем самым бронзовую медаль. Благодаря череде удачных выступлений удостоился права защищать честь страны на летних Олимпийских играх 1988 года в Сеуле, планировал побороться здесь за медали, но уже во втором матче на турнире со счётом 5:0 его переиграл кореец Пак Си Хун.
В 1989 году Шмитц дошёл до финала на чемпионате мира в Москве, в решающем матче не смог победить советского боксёра Исраела Акопкохяна. В следующем году на Играх доброй воли в Сиэтле взял верх над такими известными боксёрами как Крис Бёрд и Александр Лебзяк, однако в финале вновь уступил Акопкохяну. На чемпионате мира 1991 года в Сиднее на стадии полуфиналов проиграл кубинцу Хуану Карлосу Лемусу, пополнив медальную коллекцию ещё одной бронзовой наградой. Также в этом сезоне участвовал в зачёте европейского первенства, проходившего в Гётеборге, где получил серебро — в очередной раз победа досталась его извечному сопернику по средней весовой категории Акопкохяну. Шмиц продолжал выходить на ринг в течение ещё двух лет, но в последнее время уже не показывал выдающихся результатов, а весной 1993 года из-за полученной травмы колена вынужден был завершить спортивную карьеру.
После окончания карьеры спортсмена Торстен Шмитц прошёл обучение в Лейпцигском колледже физической культуры и посвятил себя тренерской работе. В период 1996—2007 тренировал боксёров-профессионалов промоутерской компании Universum Box-Promotion, в том числе участвовал в подготовке таких известных мастеров как Берт Шенк, Луан Красничи, Роберт Штиглиц, Регина Хальмих. С 2010 года работает тренером по боксу в компании Sauerland Event.